# Клепачі (Шепетівський район)
Клепачі́ — село в Україні, у Ганнопільській сільській громаді Шепетівського району Хмельницької області. Населення становить 784 особи.

## Історія
30 січня 1542 року згадується Клепачі, яке тоді, разом із селами Плоска, Головлі, Старий Кривин, Нетішин та іншими, належало до маєтків роду Острозьких і було класифіковане як замкове село. У 1577 році воно також визначалося як частина Острозького замку.
Клепачі розташовувались на кордоні між володіннями князів Корецьких. У 60-х роках 16 століття, коли Острозький маєток перебував у власності Беати Костелецької та її другого чоловіка Альбрехта Ласького, селяни з Клепачів були пов'язані з нападом на власності князя Богуша Корецького сусідніх сіл, таких як Крилів та Черниця. Напад відбувся під керівництвом слуги Острозьких, Федора Вербовецького.
На кінець 1570-х років у селі було 20 селянських дворів. У другій половині 16 століття Клепачі перейшли в розряд боярських сіл. З 1585 по 1600 роки село було в управлінні слуги Василя-Костянтина Острозького, Андрія Куровського.
У 1608 році після смерті Василя-Костянтина село перейшло його онукам - Костянтинові та Янушу Олександровичам Острозьким. Після їх смерті село стало власністю їх сестри, Анни-Алоїзи, яка була у шлюбі з полководцем Яном-Каролем Ходкевичем.
Пізніше село потрапило в розпорядження ченців Ляховецького домініканського монастиря, який був зведений на початку 17 століття Павлом-Криштофом Сенютою. Але пізніше Анна-Алоїза повернула село під свій вплив. У 1629 році ним уже користувався її слуга Андрій Краєвський.
На початку 17 століття у Клепачах проживало понад сорок родин, включаючи селян Лукаша Щура, Іванка Костюченю, Ілька Курчика, Гаврила Билича, Тиміша Демченю та інших. Село також мало князівське господарство-фільварок, корчму, два ставки, кілька бортей на полях, два непогані садки та інші господарські споруди. Селяни повинні були сплачувати податки та виконувати різні обов'язки.
Напередодні Визвольної війни українського народу під проводом Богдана Хмельницького, Клепачі перебували під владою Анни-Алоїзи Ходкевичевої та пана Браніцького. У 1648 році, під час повстання, селяни з Клепачів взяли участь у нападі на сусідній Крилів, грабуючи його та вбиваючи дворського урядника Марціна Грузальського. Проте для села ці роки закінчилися фатально, і кількість дворів у селі зменшилася.
Наприкінці 17 століття у селі жило лише 30 чи 40 "шляхти-вигнанців із Київського воєводства". У 1690 році село стало власністю гетьмана Станіслава-Яна Яблоновського, яка утримувала село до початку 19 століття. У 1834 році Клепачі було продано кільком особам.
У другій половині 19 століття село стало частиною Довжківської волості Острозького повіту, де проживало близько 887 жителів у 77 дворах. У селі діяв вітряк.
У 1750 році був збудований православний храм за кошти князя Яблоновського та прихожан. В селі також існувала школа, яка відкрилася у 1875 році. На початку 20 століття Клепачі належали до великих земельних власників роду Вікшемських. Село мало кредитне товариство та прокатну станцію сільськогосподарських машин.
За переписом 1911 році в Клепачах було 1029 жителів, кредитове товариство, земська випозичальня сільськогосподарських машин. На землях села було 55 курганів у двох групах. У 1911 році до великої земської власність 310 десятин.
7 (20) листопада 1917 року, відповідно до Третього Універсалу Української Центральної Ради, увійшло до складу Української Народної Республіки.
29 травня 1944 року група УПА в складі 25 осіб увійшла до села Клепачі. Бійці УПА не завдавали шкоди місцевим жителям і навіть попередили голову колгоспу, щоб він не примушував людей працювати в неділю, інакше його покарають. 30 листопада того ж року група УПА чисельність 50 осіб знову увійшла в Клепачі де тоді перебувала опергрупа НКДБ під командуванням дільничного Привалова. В результаті бою бійці УПА захопили Привалова в полон, а енкаведисти втекли.
12 червня 2020 року, відповідно до розпорядження Кабінету Міністрів України № 727-р «Про визначення адміністративних центрів та затвердження територій територіальних громад Хмельницької області», увійшло до складу Ганнопільської сільської територіальної громади
19 липня 2020 року, в результаті адміністративно-територіальної реформи та ліквідації Славутського району, село увійшло до складу новоутвореного Шепетівського району.

## Населення
Згідно з переписом УРСР 1989 року чисельність наявного населення села становила 903 особи, з яких 425 чоловіків та 478 жінок.
За переписом населення України 2001 року в селі мешкало 760 осіб.

### Мова
Розподіл населення за рідною мовою за даними перепису 2001 року:
| Мова       | Відсоток |
| ---------- | -------- |
| українська | 98,98 %  |
| російська  | 1,02 %   |

## Пам'ятки
Вітряк, побудований у 1864 році за поміщиків Вікшемських. Стоїть на одній дубовій нозі – шибері, підпертий чотирма опорними стовпами – ведмедями, і з усіх боків обшитий дошками. Висота вітряка – 12 метрів. А розмах крил – 16. Усередині – 2 поверхи. Функціонував до 1965 року, відновлений наприкінці 80-х, було замінено вал, дерев'яну обшивку, перекрито дах. На початку 2000-х через ветхість дерев'яних конструкцій крила зупинили.

## Символіка

### Герб
Затверджений 11 вересня 2015 року рішенням № 2 LXI сесії сільської ради VI скликання. На зеленому щиті з срібної бази виходить золотий вітряк з крилами у косий хрест, між якими згори та обабіч по золотому дубовому листку. Щит вписаний в золотий декоративний картуш і увінчаний золотою сільською короною. Унизу картуша напис «КЛЕПАЧІ» і дата «1568».
Золотий вітряк — символ хліборобства, історична пам'ятка села. Дубове листя — символ густих дібров, серед яких виникло село. Корона означає статус населеного пункту. 1568 — рік першої писемної згадки про село.

### Прапор
Квадратне полотнище розділене горизонтально на три рівновеликі смуги — жовту, синю, малинову. На верхній смузі біля древка уширений малиновий хрест; на середній — три жовтих вертикальних дубових листочки в горизонтальний ряд.
Жовтий, синій і малиновий — кольори прапора України і козацтва. Уширений хрест — символ козацтва і водночас Волині; дубові листочки — знак густих дібров, серед яких виникло село.